# Stinson L-13
Stinson L-13 (đôi khi còn gọi là Grasshopper, giống như loại máy bay cùng kiểu khác) là một loại máy bay quân sự thông dụng của Hoa Kỳ, bay lần đầu năm 1945.

## Biến thể
XL-13
L-13A
L-13B
Acme Centaur 101
Acme Centaur 102
Caribbean Traders Husky I
Caribbean Traders Husky II
Caribbean Traders Husky III

## Quốc gia sử dụng
Hoa Kỳ
- Không quân Hoa Kỳ
- Lục quân Hoa Kỳ[1]

## Tính năng kỹ chiến thuật (L-13A)
Dữ liệu lấy từ General Dynamics Aircraft and their Predecessors 
Đặc điểm tổng quát
- Kíp lái: 1
- Sức chứa: 2 hành khách
- Chiều dài: 31 ft 9 in (9,68 m)
- Sải cánh: 40 ft 5½ in (12,33 m)
- Chiều cao: 8 ft 5 in (2,57 m)
- Diện tích cánh: 270 sq ft (25,1 m²)
- Trọng lượng rỗng: 2.070 lb (941 kg)
- Trọng lượng có tải: 3.185lb (1.448 kg)
- Động cơ: 1 × Franklin O-425-9, 250 hp (187 kW)

 Hiệu suất bay 
- Vận tốc cực đại: 115 mph (100 knot, 185 km/h)
- Vận tốc hành trình: 92 mph (80 knot, 148 km/h)
- Tầm bay: 368 dặm (320 hải lý, 592 km)
- Trần bay: 15.000 ft (4.570 m)
- Vận tốc lên cao: 830 ft/phút (4,2 m/s)